# Música de China
Este artículo aborda la historia y otros aspectos de la música de China.

## Historia
El legendario creador de la música y los cantos según la mitología china fue Xinifu, quien hizo cañas de bambú de manera que sonaron como pájaros.

### Era de las Dinastías (1122a.C.-1911d.C.)
De acuerdo con Mencio, un poderoso legislador le preguntó una vez si era moral que prefiera la música popular frente a la clásica. La respuesta fue que lo único importante era que ame a sus súbditos.
El órgano encargado de la música imperial, establecido durante la Dinastía Qin (221 a. C.-207 a. C.), fue grandemente expandida bajo el Emperador Han Wu Di (140 a. C.-87 a. C.), además se le encargó supervisar la música cortesana y la música militar y determinar qué música folclórica sería oficialmente reconocida.
En las dinastías subsecuentes, el desarrollo de la música china fue fuertemente influida por la música foránea, en especial, la centroasiática
La música conocida más antigua es Youlan' o la Orquídea Solitaria, atribuida a Confucio.
El primer gran florecimiento adecuadamente documentado de la música china fue para el guqin durante la Dinastía Tang, sin embargo, el guqin ha sido tocado desde antes de la Dinastía Han.
En la antigua China, la posición de los músicos era mucho más baja que la de los pintores, a pesar de esto la música ha sido vista como central para la armonía y longevidad del Estado. Casi todos los emperadores tomaron seriamente la música folclórica, enviando oficiales para recolectar las canciones e inspeccionar la voluntad popular. Uno de los clásicos confucionistas , Shi Jing, contenía varias canciones folclóricas que databan desde el 800 a. C. hacia alrededor del 300 a. C.
El primer europeo que llegó a China con un instrumento musical fue el presbítero Jesuita Matteo Ricci, quien presentó un clave a la corte imperial Ming en 1601, y enseñó a cuatro eunucos a tocarlo.

### Era de la República de China (1912-1949)
El Nuevo Movimiento Cultural de las décadas 1910 y 1920 evocó en grado sumo un duradero interés en la música occidental.
Un número de músicos chinos retornaron del exterior luego de estudiar para tocar música clásica Occidental, componiendo su trabajo basándose en el sistema de notación musical del poniente.
El Kuomintang (中國國民黨) trató de subsidiar las adopciones de la música moderna a través del Conservatorio de Música de Shanghái (上海音乐学院) pese a la crisis en curso.
Los filósofos culturales del siglo XX como Xiao Youmei, Cai Yuanpei, Feng Zikai y Wang Guangqi querían ver a la música china adaptada al mejor estándar posible.
Existían varias diferentes opiniones respecto al mejor estándar
Las Orquestas Sinfónicas fueron formadas en las mayores ciudades y tocaron ante amplias audiencias en los salones y en la radio.
Muchos de los intérpretes adicionaron influencias desde el jazz a la música tradicional, agregando xilófonos, saxos y violines, entre otros instrumentos.
Lü Wencheng, Li Jinhui, Zhou Xuan, Qui Hechou, Yin Zizhong y He Dasha fueron de los intérpretes y compositores más populares durante este período.
Luego del foro Yan'an 1942 sobre Arte y Literatura fue lanzada una campaña a gran escala en las áreas controladas por los comunistas para adaptar la música folclórica con el fin de crear canciones revolucionarias para educar a la población rural, profundamente iletrada, en los objetivos del partido.
Formas musicales consideradas supersticiosas o antirrevolucionarias fueron reprimidas y armonías y líneas de bajos fueron adicionadas a las canciones tradicionales.
Un ejemplo es «El Oriente es Rojo», una canción folclórica proveniente desde el norte de Shanxi, la cual fue modificada en un himno nacionalista.
De nota particular es el compositor Xian Xinghai, quien estaba activo durante este período, y compuso la «Cantata del Río Amarillo» el más afamado de sus trabajos.«Cantata del Río Amarillo» el más afamado de sus trabajos.

### Era de la República Popular China (1949-1990)
La era dorada del Shidaiqu y las "Siete grandes estrellas de la canción" llega al final cuando el Partido Comunista denuncia a la música popular china como "música amarilla" (pornográfica).
Los maoístas consideraban la música popular como el declinar en la forma artística en la China continental.
En 1949 el Kuomintang se trasladó a Taiwán y se estableció la República Popular China.
Las canciones revolucionarias serían profundamente promovidas por el Estado.
Los maoístas, durante la Revolución Cultural, sostuvieron la música revolucionaria como el único género aceptable; debido a la opresión y la propaganda, este género opacó a todos los otros y vino a definir en la práctica la música continental.
Esto continúa siendo, de algún modo, un proceso en curso, pero algunos escolares y músicos están tratando de recuperar lo que estaba perdido y reconstruir la herencia musical.
Luego de las protestas de la Plaza de Tian'anmen de 1989, un estilo con un nuevo tempo más rápido, el Viento Noroeste (xibeifeng, 西北風), fue lanzado por el pueblo para responder al gobierno.
La música progresaría en Rock chino, el cual se mantendría popular en los noventa.
De cualquier manera, la música en China es propiedad estatal de la misma forma que la TV, los medios, y los principales salones de conciertos, que son controlados por el Partido Comunista.
El gobierno ha elegido no sostener el rock chino limitando su exposición y tiempos de emisión.
Como resultado, el género nunca ha llegado a establecerse completamente.

## Actualidad
China posee un alto nivel de piratería con los asuntos de propiedad intelectual.
Como resultado, la mayoría de los álbumes son sacados a la venta en Taiwán o Hong Kong primero.
Esta es una de las decisiones de negocios tomada más a menudo por las compañías productoras.
Normalmente, hay algún retraso antes de que los productos sean lanzados en el continente, con ocasionales excepciones, como el trabajo de Cui Jian, quien fue sacado a la venta en Taiwán, Hong Kong y el Continente simultáneamente.
Consecuentemente, este retraso en el tiempo de lanzamiento procura así el más grande incentivo para la piratería, desde que los individuos preferirían piratear desde el exterior.
El mercado moderno, no solo es dificultado por cuestiones legales, como por otros factores como el margen de ganancia, el ingreso, y otras cuestiones económicas.
Eventos anuales como el "Festival de Música Moderna Midi" en Pekín (Beijing) atrae decenas de miles de visitantes.
Existía también el "Festival de Música de la Montaña de Nieve" en la provincia de Yunnan.
El término "Woodstock chino" fue una creación de los medios occidentales por estos dos eventos.
Ambos atrajeron considerables multitudes en el aire libre, pero el término no es oficial.
El movimiento rock chino difiere de su contraparte occidental en que nunca ha llegado a establecerse en la cultura debido a restricciones estatales.
Hoy, la música rock se centra en casi exclusivamente en Pekín y Shanghái, y tiene muy limitada influencia en la sociedad china.
Wuhan y Sichuan son consideradas bolsas de cultura musical roquera mientras tanto.
Esto apunta a una importante diferencia cultural, política y social que existe entre China, el Occidente, y también entre diferentes partes dentro de China.
Mientras el rock existió en China por décadas, el hito que puso el género en al plano internacional fue cuando Cui Jian tocó con The Rolling Stones en 2003.

## Música tradicional

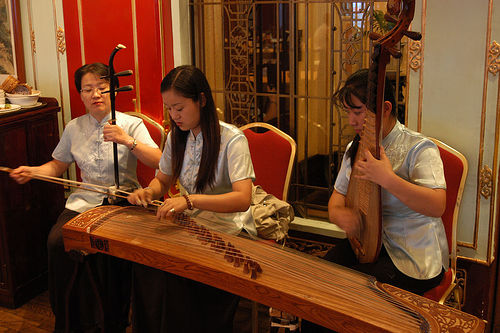
Músicos chinos en un restaurante de Shanghái.

### Instrumental
La música tradicional en China es tocada por instrumentistas solistas o en pequeños ensambles de instrumentos de cuerdas punteadas y frotadas, flautas....
Las orquestas chinas tradicionalmente son conformadas por instrumentos de cuerda frotada, viento madera, cuerda pulsada y percusión.
Instrumentos
- Instrumentos de viento-madera e instrumentos de percusión

dizi, sheng, paigu, gong, paixiao, guan, campanas, platillos
- Cuerdas frotadas

erhu, zhonghu, dahu, banhu, jinghu, gaohu, gehu, yehu, cizhonghu, diyingehu, leiqin
- Cuerdas punteadas

guqin, sanxian, yangqin, guzheng, ruan, konghou, liuqin, pipa, zhù

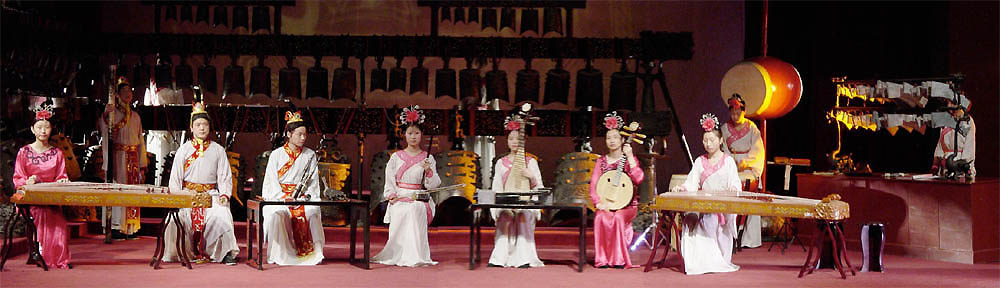
Representación de un tradicional concierto de música en Museo Provincial de Hubei en Wuhan.

La música vocal ha sido tradicionalmente cantada en una débil, no resonante o en falsete y es usualmente cantada más en solo que en forma de coro.
Toda la música tradicional china pone más énfasis en la melodía que en la armonía.
La música vocal china probablemente se desarrolló desde los poemas cantados y versos con música.
Las piezas instrumentales tocadas en un erhu o en una dizi son populares, y están a menudo disponibles fuera de China, sin embargo, la música en pipa y en guzheng, las cuales son más tradicionales, son más populares dentro de China.
El guqin es tal vez el más respetado instrumento en China, a pesar de que muy poca gente conoce qué es, o lo ha visto u oído siendo tocado.
El zheng, una forma de cítara, es el instrumento más popular en Henan, Chaozhou, Hakka y Shandong.
La pipa, una especie de laúd, se cree que ha sido introducida desde Arabia, durante el siglo VI, y adaptado a los gustos chinos, es el instrumento más popular en Shanghái y alrededores.

### Música étnica Han
La etnia han forma alrededor del 92 % de la población de China.
La Música étnica Han consiste de música heterofónica, en la cual 
los músicos tocan versiones de una misma línea melódica.
La percusión acompaña la mayor parte de la música, la danza y la ópera.

### Ópera china
La Ópera china ha sido enormemente popular durante siglos, en especial la Ópera de Pekín.
La música a menudo es cultural, con vocales de tono alto, usualmente acompañada por una suona, un jinghu, otros tipos de instrumentos de cuerda y percusión.
Entre Otros tipos de ópera encontramos la Pingju, la Ópera cantonesa, la Ópera de marionetas, el Kunqu, la Ópera Sichuan, la Qinqiang, la ópera ritual de máscaras y la Huangmei xi.

### Música folclórica
La música folclórica Han se consolidó en las bodas y funerales.
Usualmente incluye una forma de oboe llamado suona y ensambles de percusión llamados chuigushou.
La música es diversa, a veces alegre, a veces lúgubre y otras basada en la música pop occidental o música de TV.
Los ensambles constituidos de shengs (especies de armónicas), suonas, dizis e instrumentos de percusión como los yunluos, son populares en las aldeas del Norte; su música deriva desde la música imperial del templo en Pekín, Xi'an, Wutai shan y Tianjin.
La música de tambores de Xi'an, constituida por instrumentos de viento y de percusión, es popular en los alrededores de dicha ciudad, y ha recibido algo de popularidad fuera de China en una forma altamente comercializada.
Otro importante instrumento es el sheng, el cual es el antecesor de todos los instrumentos occidentales de lengüetas, como el acordeón.
Los desfiles liderados por los tipos occidentales de brass band, a menudo compiten en volumen con las bandas shaum/chuigushou.

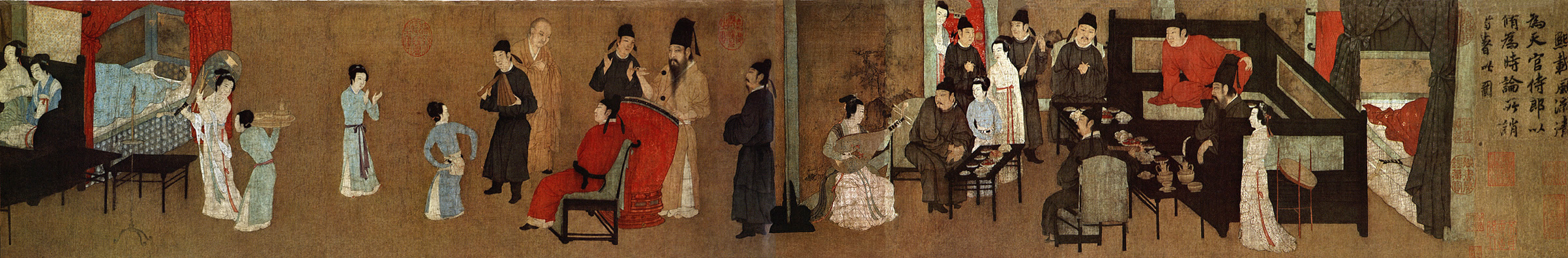
Media sección de la versión de la Dinastía Song (960-1279) de Los Deleites Nocturnos de Han Xizai, original de Gu Hongzhong; se ven mujeres danzando y una en la derecha toca una pipa para entretener a los huéspedes.

Al sur de Fujian y Taiwán, el Nanyin o Nanguan es un género musical de baladas tradicionales.
Éstas son cantadas por una mujer acompañada por una flauta xiao, una pipa y otros instrumentos tradicionales.
La música es generalmente triste y de luto y típicamente trata de mujeres afligidas por amor.
Más al sur, en Shantou, Hakka y Chaozhou, los ensambles erxian y zheng son populares.
Los ensambles Sizhu usan flautas e instrumentos de cuerda, punteada o frotada, para hacer música armoniosa y melodiosa, que se volvió popular en al Oeste entre algunos oyentes.
Estos son populares en Nankín y Hangzhou, y en todo el sur del Yangysé.
El Sizhu ha sido secularizado en las ciudades, pero se mantiene espiritual, en las áreas rurales.
El Jiangnan Sizhu (música de Jiangnan de arcilla y bambú), es un estilo de música instrumental, a menudo es tocada por músicos amateurs en las casas de té de Shanghái, que se ha vuelto ampliamente conocido más allá de su lugar de origen.
La música Guangdong o Cantonés es música instrumental de Cantón y alrededores.
Esta se basa en música Yueju (Ópera Cantonesa), junto con nuevas composiciones de los años veinte en adelante.
Muchas piezas tienen influencias desde el jazz y música occidental, usando sincopación y tiempo triple.

## Música regional

### Tíbet
La música forma una parte integral del Budismo Tibetano
Mientras el canto permanece tal vez como la forma más conocida de la música budista tibetana, formas complejas y vívidas son asimismo desplegadas.
Los monjes usan la música para recitar varios textos sagrados y celebrar una variedad de festivales durante el año.
la forma más especializada de canto es el llamado yang, el cual se conforma de pequeñas sílabas, no posee temporización y es dominado por tambores resonantes y sostenidos.
Otras formas de canto son únicas para el Tantra como para las cuatro principales escuelas monásticas: Gelugpa, Kagyupa, Nyingmapa y Sakyapa.
De estas escuelas, la Gelugpa es considerada una forma más sobria y clásica, mientras que la Nyingmapa es ampliamente descripta como romántica y dramática.
La Gelugpa es tal vez la más popular.
La música secular tibetana sobrevivió a la Revolución Cultural más intacta que la espiritual, en especial debido al Instituto Tibetano de Artes Interpretativas (ITAI), el cual fue fundado por el dalái lama poco después de su auto-exilio.
El ITAI originalmente se especializó en la forma lhamo de ópera, la cual ha sido modernizada desde entonces con el agregado de influencias, occidentales y otras.
Otros géneros seculares incluyen el nangma y el  toshe, los cuales son a menudo acompañados por una variedad de instrumentos diseñados para una música bailable y altamente rítmica.
El karaoke Nangma es popular en el Lhasa moderno.
Una forma clásica llamada gar es muy popular y se distingue por la música ornada, elegante y ceremonial que honra a dignatarios u otras personas respetadas.
La música folclórica tibetana incluye canciones lu a capella, las cuales son distintivamente altas, débiles con vibraciones glotales, como los ahora raros bardos épicos que cantan los cuentos de Gesar, el héroe más popular del Tíbet.
La música tibetana ha influenciado las composiciones pioneras de Philip Glass y, más influencialmente, Henry Eichheim.
Los artistas posteriores conformaron fusiones New Age de los pioneros Henry Wolff y Nancy Hennings.
Estos dos colaboraron en Tibetan Bells, quizá la primera fusión de New Age e influencias tibetanas, en 1971.
La banda sonora original de Kundun, de Glass, probó la influencia en los noventa, mientras la popularidad del Budismo adaptado a occidente (por ejemplo Richard Gere, Yungchen Lhamo, Steve Tibbetts, Choying Drolma, Lama Karta y Kitarō y Nawang Khechong) ayudó a popularizar la música tibetana.
Con el arribo de refugiados tibetanos en los Himalayas, la música occidental, a menudo en formas tibetanas únicas, comenzaron a ser populares entre los tibetanos.
Rangzen Shonu rápidamente se volvió el intérprete de la etnia tibetana más popular de rock y pop accidental.
Otras formas de música popular importada incluyen a las hindúes ghazal y filmi, popular a lo largo de los Himalayas y en las comunidades tibetanas en todo el mundo.
Las fusiones entre occidental y tibetana, han sido largamente suprimidas en China, pero han sido extendidas e innovadoras fuera del país.
A mediados hacia finales de los ochenta, un relajamiento de las reglas gubernamentales permitió a una forma de música popular emerger en el Tíbet propiamente dicho.
Referencias directas a la religión nativa, continúa prohibida, pero son extendidas las metáforas comúnmente entendidas.
El pop tibetano puro es fuertemente influenciado por el rock chino liviano, y se encuentran éxitos como Jampa Tsering y Yatong.
Canciones de concientización política y social, son raras en esta forma de pop, pero son lugar común en un segundo tipo de pop tibetano.
Los bares de karaoke Nangma aparecieron en 1998 y son comunes en Lhasa, a pesar de las formas de trato del gobierno chino.

### Guangxi
Guanxi en una región de China. Su más famosa música de música moderna en Sister Liu, quien fue la protagonista de una película de los sesenta que introdujo a las culturas de Guanxi al resto del mundo.
El pueblo Gin es conocido por su instrumento llamado 独弦琴 (pinyin: dúxiánqín; lit. "Cítara de cuerda única"), un instrumento de cuerda con solo una cuerda, del cual se dice, corresponde al siglo VIII.

### Yunnan

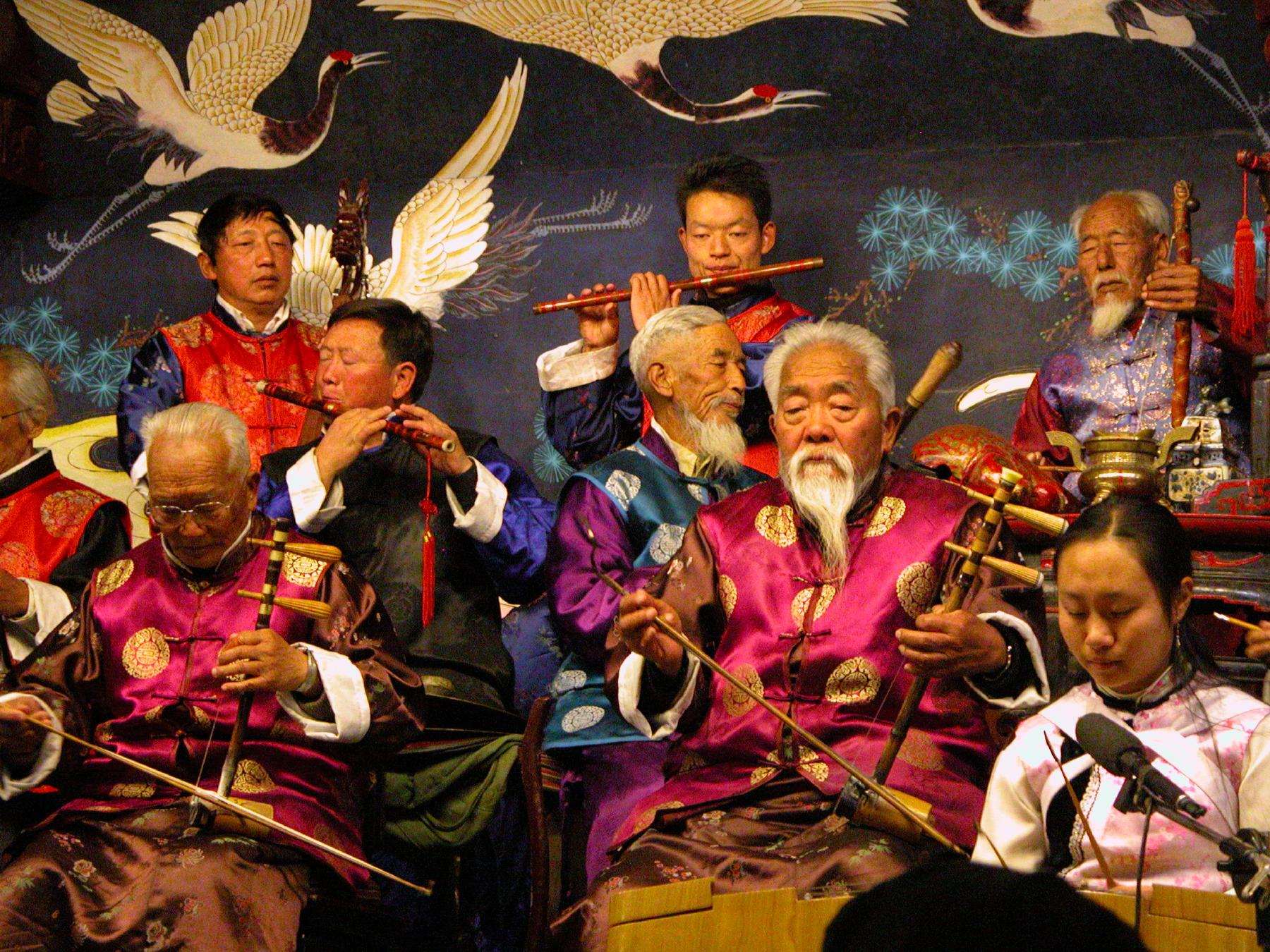
Músicos Nakhi.

Yunnan es un área del sudeste de China étnicamente diversa.
Quizá lo más conocido de la provincia sea el lusheng, un tipo de instrumento de viento como la armónica, usado por el pueblo Miao de [Guizhou] para canciones de cortejo pantatónicas antifonales.
Los Hani de la prefectura Honghe son conocidos por un tipo único de canciones corales, microtonales para la trasplantación de arroz.
Los Nakhi de Lijiang tocan un tipo de canción y danza llamado baisha xiyue, el cual fue supuestamente traído por Kublai Khan en 1253.
El Dongjing es un tipo de música relacionada con las formas chinas del sur y hoy en día es popular.

### Sichuan
Sichuan es una provincia ubicada en el Suroeste de China. En su ciudad capital, Chengdu, se encuentra la única institución de educación superior musical de la región, el Conservatorio de Música de Sichuan. La provincia de Sichuan tiene una larga tradición operística.

### Manchuria
Manchuria es una región del Noreste chino, habitado por grupos étnicos como los manchú.
El instrumento folclórico más prominente es el tambor octogonal, asimismo, la canción de cuna youyouzha es también bien conocida.

### Xinjiang
En Xinjiang predominan los Uyghur, un pueblo túrquico relacionado con otros de Asia central.
La forma musical de los Uyghur más conocida es la On Ikki Muqam, una categoría de doce secciones relacionadas con las formas uzbekas y tayikas.
Estas sinfonías complejas varían ampliamente entre las categorías de la misma muqam, y son construidas en una escala de siete notas.
Entre los instrumentos encontramos al dap, un tambor, dulcémeles, fiddles (violines) y laúdes; los intérpretes tienen lugar para embellecimientos personales, especialmente en la percusión.
El intérprete más importante es Turdi Akhun, quien grabó la mayoría de los muqams en los cincuenta.

### Kuaiban
El Kuaiban es un tipo de diálogo rítmico y canto que es a menudo interpretado con instrumentos de percusión como los clackers.
El centro de la tradición kuaiban es la provincia de Shandong.
El Kuaiban carga con una semejanza al rap u otras formas de música rítmica encontradas en otras culturas.

## Música popular de China
Estos son los géneros que comenzaron luego de 1912 para coincidir con la Nueva China.

### Música popular
El pop chino (c-pop) originalmente empieza con el género shidaiqu, fundado por Li Jinhui en el continente; tuvo influencias occidentales del jazz como de Buck Clayton.
Luego del establecimiento del Partido Comunista, la compañía productora Baak Doi, terminó abandonando Shanghái en 1952.
Los setenta vieron el crecimiento del cantopop en Hong Kong y luego, del mandopop en Taiwán.
El continente, se mantuvo al margen por décadas con un mínimo grado de participación.
Solo en los años recientes, la juventud de la China continental se convirtió en consumidor del mandopop taiwanés.
Igualmente China no es considerada un centro de una considerable producción, a pesar de tener su gran población.
Cuando el ícono de Hong Kong Anita Mui interpretó en China la canción «Bad Girl» durante los noventa, le fue prohibido volver a los escenarios por mostrar una actitud rebelde.
Para los estándares occidentales, la interpretación no fue más rebelde que, por ejemplo, las hechas por Madonna; Mui había basado muchos de sus movimientos en su estilo.
Muchos artistas de la parte continental, a menudo tratan de comenzar su éxito comercial en Hong Kong o Taiwán primero, y luego volver al continente como una parte de la cultura gangtai.
A partir del siglo XX, la música popular en la China continental se volvió más popular.
En especial, al principio del siglo XXI, los artistas de esta misma parte de China comenzaron a producir un amplio rango de canciones populares mandarines junto con muchos nuevos álbumes.
Muchos de estos artistas interpretaron para la promoción de los Juegos Olímpicos de Pekín 2008.
Sin embargo, muchos de los artistas populares se encuentran en Corea del Sur, a pesar de las tensiones entre los países. Estos artistas son parte de grandes grupos musicales de K-pop.
Donde se puede mencionar a: Lay de EXO, Jackson Wang de Got7, Renjun y Chenle de NCT Dream y la subunidad de NCT, WayV.

### Rock y heavy metal
El ampliamente conocido antecesor del rock chino es Cui Jian.
En los finales de los años ochenta, tocó el primer rock chino llamado: Yi wu suo you (traducido como "No tengo nada").
Fue la primera vez que una guitarra eléctrica fue usada en China.
Se convirtió en el intérprete más famoso de su tiempo, y por 1988, tocó en el concierto emitido mundialmente en conjunción con los Juegos Olímpicos de Seúl 1988.
Sus letras socialmente críticas le hizo ganarse la ira del gobierno y muchos de sus conciertos fueron prohibidos o cancelados.
Luego de las Protestas de la Plaza de Tian'anmen de 1989, tocó con una venda roja alrededor de su cabeza como una acción contra el gobierno.
A continuación, dos bandas se hicieron famosas: Hei Bao(traducido como "Pantera negra") y 唐朝 (Táng Cháo en Pinyin, traducido como "Dinastía Tang").
Ambas empezaron durante finales de los ochenta, principios de los noventa.
Hei Bao es una banda de la vieja escuela del rock.
Táng Cháo fue la primera banda china de Heavy metal.
Su primer CD combina elementos de la tradicional Ópera china y la vieja escuela del Heavy Metal.
El álbum, lanzado entre 1991 y 1992 fue un importantísimo avance.
Desafortunadamente, un miembro murió poco después del lanzamiento.
Alrededor de 1994-96, la primera banda de Thrash metal, Chao Zai, fue formada.
Lanzaron tres CD, el último en cooperación con el cantante pop Gao Chi.
Al mismo tiempo las primeras bandas de nuevo metal fueron formadas e inspiradas por bandas occidentales como Korn, Limp Bizkit o Linkin Park.
China tendría la propia con Yaksa, Niuqu De Jiqi, AK-47 y Overheal Tank.

## Música nacional

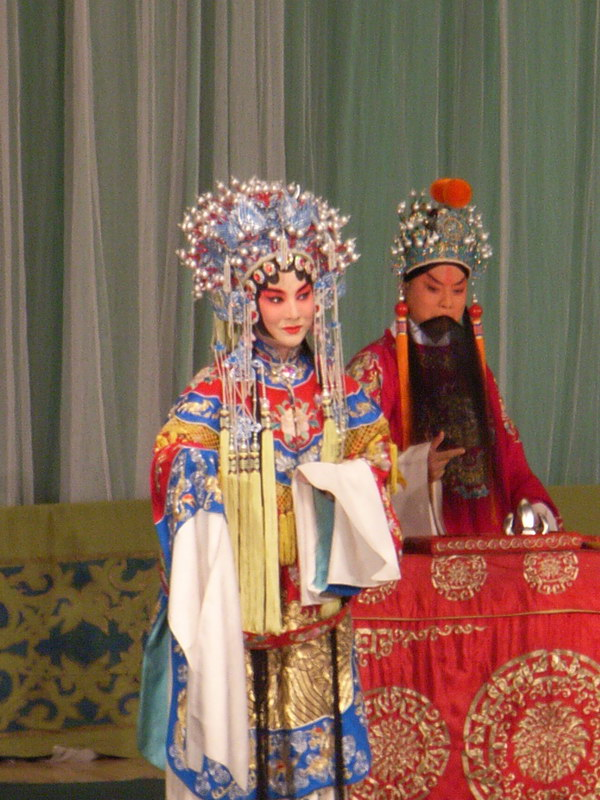
Wang Baochuan en "El caballo de crin roja: descenso al palacio"

### Música patriótica o revolucionaria
La música patriótica o Guoyue era básicamente música tomada en algunas grandes presentaciones para envalentonar al orgullo nacional.
Desde 1949, ha sido con diferencia el género más promocionado por el gobierno.
Comparado a las otras formas de música, la música sinfónica nacional prosperó en el país.
En 1969 la cantata fue adaptada a conciertos de piano.
El "Concierto de Piano del Río Amarillo" fue tocada por el pianista Yin Chengzong, y continúa siendo interpretado hoy en los escenarios mundiales.
Durante la cumbre de la Revolución Cultural, la composición musical y las interpretaciones fueron muy restringidas.
Ana forma de música suave, armónica, genérica, de toda china, llamada guoyue fue artificialmente creada para ser interpretada en los conservatorios.
Luego de la Revolución Cultural, las instituciones musicales fueron reinstaladas y la interpretación y composición de música revividas.
En la cúspide de la era de Mao Tse-Tung, la música aceleró el nivel político en "Música Revolucionaria", apoyándose hacia un estado de culto y transformándose en principal bajo la ideología procomunista.